# Jaxon
Pour les articles homonymes, voir Jackson.
Jack Jackson, dit Jaxon, né le 15 mai 1941 à Pandora au Texas et mort le 8 juin 2006, est un auteur et un éditeur de bandes dessinées américain.

## Biographie
Il est le premier auteur indépendant de l'histoire de la bande dessinée à avoir publié un comics underground, God Nose en 1964 alors que jusqu'alors, ce genre de bande dessinée se trouvait uniquement dans des revues ou des fanzines underground. Avec Gilbert Shelton, Fred Todd et Dave Moriaty, il est le cofondateur de Rip Off Press (1969), un des tout premiers éditeurs de bande dessinée underground.

## Œuvres
- 1980 : Comanche Moon, roman graphique qui retrace l'histoire de Cynthia Ann Parker depuis son adoption par les Comanches, paru aux éditions Artefact, traduction de la publication anglaise de janvier 1979

## Distinctions
- 2011 : Temple de la renommée Will Eisner (à titre posthume)